# Maciej Froński
Maciej Froński (ur. 25 listopada 1973 w Gliwicach) – polski poeta i tłumacz, dziennikarz muzyczny, prawnik z zawodu. Mieszka w Bielsku-Białej.
Jest autorem kilku tomików poetyckich, Rozpoznanie bojem (2006), Poezja spokoju moralnego (2008) i Efekt zimnej wody (2016), jak również zbiór wierszy dla dzieci „Bielski tramwaj” (2023). Tłumaczy poezję z języka angielskiego, rosyjskiego, francuskiego i włoskiego. Przełożył wiersze między innymi Rustica Filippiego, Jacoma de’ Tolomei, Dantego Alighieri, Francesca Petrarki, Giambattisty Marina, Williama Blake’a (Tygrys), Williama Wordswortha, George’a Gordona Byrona, Percy’ego Bysshe Shelleya (Oda do wiatru zachodniego), Johna Keatsa (Oda do urny greckiej), Edgara Allana Poego (Kruk), Alfreda Tennysona (Przekraczając pas mielizn), Hermana Melville’a, Rainera Marii Rilkego (Wielka jest śmierć...), Alfreda Edwarda Housmana i Roberta Browninga (Pieśń poranna z dramatu Pippa przechodzi), a także Iwana Bunina i Michela Houellebecqa. Jego przekłady wierszy i piosenek z języka angielskiego złożyły się w ksiażkę „Przekłady z poetów języka angielskiego 1500-1950”. W 2023 roku ukazały się „Wiersze wybrane” Vladimira Stockmana w jego przekładzie. Poza tym jest korespondentem „Pisma Folkowego”. Jego artykuł pod tytułem Warszawiak Manu Chao, czyli dole i niedole wykorzenionego podczas budowy kapitalizmu był wyróżniony Nagrodą Indywidualną Piotra Metza w Konkursie Polskich Krytyków Muzycznych KROPKA 2014, organizowanym przez fundację Meakultura. Swoje wiersze i przekłady publikował w prasie literackiej: Lampie, Chimerze, Literaturze na Świecie, Odrze,Arkadii, Arteriach, Krakowie, Toposie, Nowej Okolicy Poetów, Nowym Filomacie, Frazie, Migotaniach, Gazecie Wyborczej, Dzienniku Polskim, w Litieraturnoj Gazietie, w ukazującym się w Nowym Jorku Nowym Dzienniku, w brukselskim Journal des Poètes i w zagrzebskiej Poeziji. W 2018 roku Maciej Froński był gościem Międzynarodowego Festiwalu Literatury „Apostrof”, w 2015 roku jego praca była prezentowana w Médiathèque Voyelles w Charleville-Mézières we Francji, a później jeszcze w Moguncji w Niemczech.